# Élevage bovin en Italie

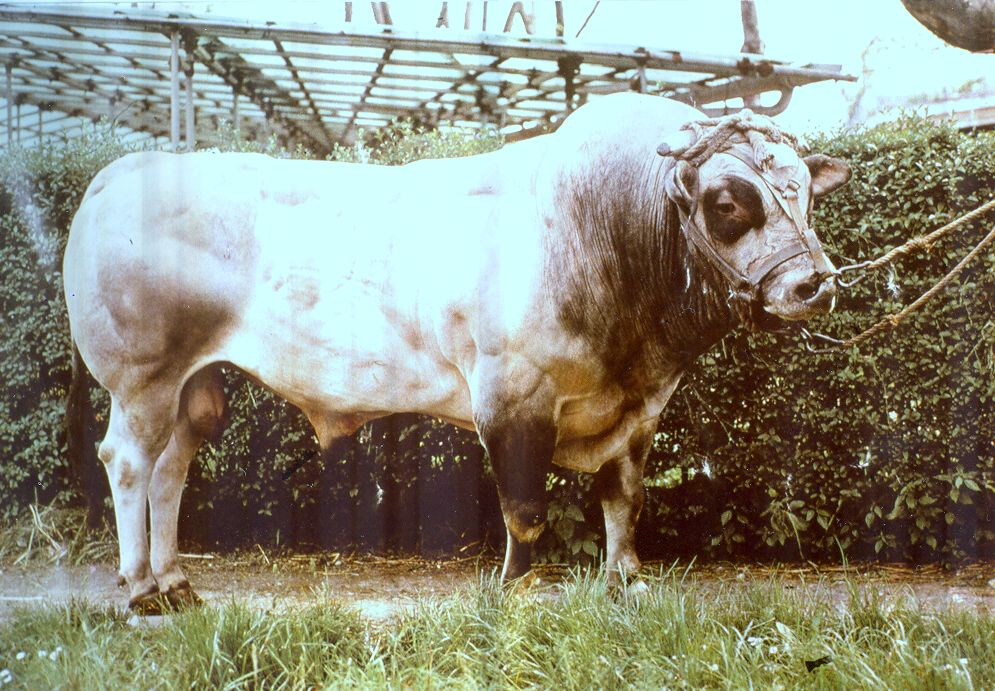
Taureau de race piemontaise

Les races bovines italiennes sont aussi diverses que les terroirs de l'Italie, pays d'élevage.

## Historique

### Origine des races
L'Italie a été peuplée par l'arrivée de multiples populations ; chaque peuple a voyagé avec le bétail servant à la traction des charriots.
- Races blanches : pour le culte de Jupiter, dieu majeur de l'Empire romain, des bœufs blancs étaient élevés pour être sacrifiés[1], ils pourrait être à l'origine de la race blanche Chianina. Deux races claires seraient issues de croisement entre blondes et podolica : la Reggiana et la Modenese.
- Rameau podolique : il serait arrivé avec les grandes migrations qui ont mis fin à l'Empire romain. Les Ostrogoths auraient pu amener cette race venue de la steppe d'Ukraine. La grande race issue de ce rameau est la Podolica. Elle a donné une grande diversité de races, chaque région ayant sélectionné les animaux les mieux adaptés à son milieu : de nombreuses races en sont issues.
- Rameau Pie rouge des Montagnes : la frange alpine du nord du pays est peuplée naturellement par les races de cette origine ; Razzeta d'Oropa (nom local de la Simmental), Valdostaine pie rouge, Pezzata rossa italiana...
- Rameau brun : issu de l'est de la Méditerranée, ce rameau a été amené par les peuples de la Méditerranée. Ils ont introduit ces races dans les îles dans l'Antiquité. Elles ont donné des races originales après des siècles d'élevage sans introduction de sang exogène : Sarda, Modicana. Est-ce par l'Italie que la brune des Alpes est devenue une grande race du massif montagneux ? Elle est à l'origine de la Griogio alpina.
- Bos indicus : un zébu pakistanais aurait été croisé il y a 25 ou 30 000 ans avec des races de bovins non zébu et seraient arrivés en Italie, accompagnant un peuple en marche. Il aurait fait souche dans le haut de la vallée du Pô, donnant la race Piemontese.
- Bubalus bubalis : le buffle asiatique a été introduit pour mettre en valeur des zones marécageuses. Leur lait est utilisé pour élaborer la Mozzarella di Bufala Campana, un fromage d'appellation.

### Antiquité
Les Romains étaient amateurs de fromages très variés, mais ils ont très vite adopté les fromages à pâte pressée découverts dans les Alpes. Produits par le peuple celte des Helvètes, ils constituaient une nourriture riche et facile à transporter et à conserver, pour expédier aux légions qui gardaient les frontières de l'empire.
Le transport sur les voies était très tributaire de la traction animale. Il existait une race bovine blanche de bonne puissance qui a donné la Chianina. De plus, ces animaux blancs étaient recherchés entre autres pour les sacrifices à Jupiter. Ils ont été introduits dans ce but en Espagne. (Blanca Cacereña).

### Moyen Âge
À la suite de l'introduction de toutes ces races d'origine différente, le Moyen Âge a créé un gel de la situation. Les bovins voyagent peu dans un pays montagneux et l'élevage en autarcie presque complète a façonné des dizaines de variantes locales. Dans les Alpes, les races brune et Pie rouge des Montagnes font merveille ; dans les plaines, les podolica et chianina sont de bonnes races de trait, et dans les montagnes centrales et le sud du pays, des races issues du métissage de podolica et de brunes à robe fauve sont créées.

### Époque contemporaine et moderne
Les races du sud du pays, bien adaptées mais peu productives sont délaissées par la modernisation de l'agriculture. L'élevage intensif en plaine ferme les portes de la rentabilité aux races anciennes. Victimes de croisements non planifiés, elles se fondent dans une population qui ne sert que de support à des mâles reproducteurs à hautes performances.
Cet état de fait entraine la raréfaction des races locales. En 1985, l'État prend conscience de la richesse génétique de ce potentiel et crée le registro anagrafico delle populazioni bovini autochtone et gruppo etnici a limita diffusione (registre des races autochtones et groupes ethniques peu diffusés) Il va travailler à sauvegarder les races les plus menacées. Une liste est établie : Agerolese, Bianca val padana (Modenese), Burlina, Cabannina, Calvana, Cinisara, Garfagnina, Modicana, Mucca Pisana, Pezzata Rossa d'Oropa, Pinzgau, Pontremolese, Pustertaler, Reggiana, Sarda, Sardo-Modicana et Varzese. Elles vont bénéficier d'un programme ambitieux :
- Stockage de semence.
- Sélection des taureaux les plus représentatifs.
- Établissement d'un programme de maitrise de la consanguinité.
- Aide au maintien du cheptel en pure race accordée aux éleveurs qui travaillent avec une des races de la liste.

## Liste des races

### Races autochtones
| Race                  | Photo | Production                              | Homonymes                                               | Régions                                 | Remarques                                     |
| --------------------- | --- | --------------------------------------- | ------------------------------------------------------- | --------------------------------------- | --------------------------------------------- |
| Agerolese             | | Mixte                                   |                                                         | Agerola en Campanie                     | Appartient au rameau podolique                |
| Burlina               | | Laitière                                |                                                         | Vénétie                                 |                                               |
| Cabannina             | | Mixte                                   |                                                         | Ligurie                                 |                                               |
| Calvana (race bovine) | photo couleur de bovins blancs de taille moyenne à cornes courtes en plein air. | Bouchère                                | Sous-race de la chianina                                | Toscane                                 |                                               |
| Chianina              | photo couleur d'une vache blanche à mufle noir et son veau couleur froment en plein air. | Bouchère                                |                                                         | Toscane                                 |                                               |
| Cinisara              | | Bouchère                                | Variante de la modicana                                 | Cinisi en Sicile                        | Appartient au rameau podolique                |
| Garfagnina            | | Bouchère                                |                                                         | Garfagnana en Toscane                   | Appartient au rameau podolique                |
| Grigio alpina         | photo couleur de deux vaches grises en pâturage de montagne et portant une cloche au cou. Les cornes sont en croissant encadrant un toupet de poils plus longs. L'intérieur des oreilles est blanc, le museau sombre auréolé de blanc. | Mixte                                   | Proche cousine de la race autrichienne Tiroler Grauvieh | Trentin-Haut-Adige                      | Appartient au rameau brun                     |
| Istriana              | photo couleur de trois bovins gris argent à nuances ardoise et cornes longues vers l'avant en plein air. | Bouchère                                | pugliese del Veneto                                     | Frioul-Vénétie Julienne                 | Appartient au rameau podolique                |
| Marchigiana           | photo d'un bovin blanc à mufle noir dans un box métallique sous un chapiteau. | Bouchère                                |                                                         | Toscane                                 |                                               |
| Maremmana             | photo couleur d'une vache grise sombre à mufle noir cerclé de blanc et longues cornes en lyre évasée. | Bouchère                                |                                                         | Maremme en Toscane                      | Appartient au rameau podolique                |
| Modenese              | photo couleur d'une vache blanche de profil dans un enclos de terre battue. | Bouchère                                | Bianca val padana                                       | Cousine de la reggiana                  |                                               |
| Modicana              | | Bouchère                                |                                                         | Sicile                                  |                                               |
| Pisana                | | Bouchère                                | Mucca pisana                                            | Province de Pise                        | Issue de métissage à base de chianina         |
| Pasturina             | | Bouchère                                |                                                         | Toscane                                 | Métissage de chianina et maremmana            |
| Piemontese            | taureau musculeux gris argent à garrot proéminent plus foncé, en plein air. | Bouchère                                |                                                         | Piémont                                 |                                               |
| Podolica              | | Mixte                                   |                                                         | Basilicate, Calabre, Campanie, Pouilles | Appartient au rameau podolique                |
| Pontremolese          | | Bouchère                                | Bettolese                                               | La Spezia, Province de Massa-Carrara    |                                               |
| Pustertaler           | photo couleur d'un taureau à flancs noirs, tête, ligne dorsale et ventre blancs. La délimitation entre blanc et noir est mouchetée. | Laitière                                | Pustertaler Sprinzen                                    | Trentin-Haut-Adige                      | Appartient au rameau pie rouge des montagnes  |
| Reggiana              | | Laitière                                |                                                         | provinces de Reggio-Emilia et Parme     |                                               |
| Rendana               | Vache noire de face. Elle a un mufle noir cerclé de blanc, des oreilles claires pelucheuses et de courtes cornes ouvertes en croissant.                                                                                                | Laitière                                | Rendena                                                 | Trentin-Haut-Adige                      | Appartient au rameau brun                     |
| Romagnola             | | Bouchère                                |                                                         | Émilie-Romagne                          | Appartient au rameau podolique                |
| Sarda                 | | Laitière                                |                                                         | Sardaigne                               |                                               |
| Sardo-modicana        | | Laitière                                |                                                         | Sardaigne                               |                                               |
| Rouge sicilienne      | | Laitière                                |                                                         | Sicile                                  |                                               |
| Valdostaine pie noire | Photo couleur de vache totalement noire sauf une ligne dorsale brun foncé. Elle porte de courtes cornes pointées en croissant vers l'avant et a une morphologie trapue et musclée.                                                     | Bouchère et folklore : combat de reines | Valdostana pezzata nera, aosta black spotted            | Val d'Aoste                             | Cousine de la suissesse Hérens                |
| Valdostaine pie rouge | Photo couleur d'une vache rouge acajou à tête et ventre blanc. La limite entre blanc et rouge est floue, marquée par des mouchetures. Les cornes courtes sont en croissant très écarté.                                                | Laitière                                | Valdostana pessata rossa, Valdôtaine pie rouge          | Val d'Aoste                             | Appartient au rameau pie rouge des montagnes. |
| Varzese               | | Bouchère                                | ottonese, tortonese                                     | Lombardie                               |                                               |

### Races importées
| Race             | Photo | Production | Homonymes | Régions | Remarques                                         |
| ---------------- | --- | ---------- | --------- | ------- | ------------------------------------------------- |
| Bruna italiana   | Photo couleur d'une vache gris-fauve à ligne dorsale, ventre et pourtour du mufle gris clair, broutant un pâturage fleuri.              | Laitière   |           | Alpes   | Braunvieh importée de Suisse                      |
| Charolaise       | photo couleur d'une vache blanche à cuisses musclées, mufle rose et cornes courtes en croissant.                                        | Bouchère   |           |         | Importée de France                                |
| Frisona italiana | photc couleur d'une vache noire à ventre, pattes et front blancs au pâturage. Elle a une musculature fine et de gros pis.               | Laitière   |           |         | Holstein importée des Pays-Bas et des États-Unis. |
| Jersiaise        | Photo couleur d'une vache fauve pâturant. Elle a une tête plus foncée, un mufle noir cerclé de blanc et un front très concave.          | Laitière   |           |         | Importée du Royaume-Uni                           |
| Limousine        | Taureau rouge à entourage des yeux et du mufle clair. L'animal est très musclé. Il est présent par son propriétaire lors d'un concours. | Bouchère   |           |         | Importé de France                                 |